# Paratrachichthys macleayi
Paratrachichthys macleayi is een straalvinnige vissensoort uit de familie van de zaagbuikvissen (Trachichthyidae). De wetenschappelijke naam van de soort is voor het eerst geldig gepubliceerd in 1881 door Johnston.